# Solar dos Câmara
El Solar dos Câmara (en español: "Solar de los Cámara"), antes conocido como Palacete do Visconde de Pelotas, es un edificio histórico y centro cultural de la ciudad de Porto Alegre, Brasil. Es mantenido por la Asamblea Legislativa de Río Grande del Sur desde 1981 cuando adquirió el señorío de la tradicional familia Correia da Câmara'.
El solar está situado en la rúa Duque de Caxias en el Centro Histórico de Porto Alegre. Es un edificio declarado como patrimonio histórico por el Instituto Nacional del Patrimonio Histórico y Artístico.
En el salón nobiliario del palacio vivieron los emperadores Dom Pedro I y Dom Pedro II además del Conde d'Eu, el Duque de Caxias y el botánico Auguste de Saint-Hilaire.

## Historia

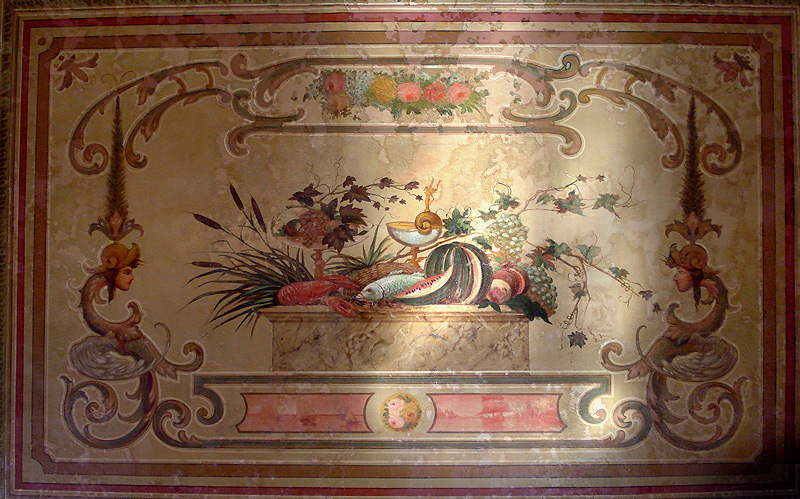
Pintura mural en el antiguo Comedor

El Solar dos Câmara fue construido entre 1818 y 1824 para José Feliciano Fernandes Pinheiro, al estilo de las mansiones coloniales portuguesas, para servirle de residencia. En 1824, José Feliciano, entonces inspector de la Aduana de Río Grande del Sur y Santa Catarina, fue nombrado por Pedro I como primer presidente de la provincia de São Pedro do Rio Grande. En 1826, fue elevado a la nobleza brasileña con el título de vizconde de São Leopoldo, por sus servicios en el proceso de colonización alemana en la provincia. José Feliciano también es considerado el primer historiador de Rio Grande do Sul, por su obra Anais da Província de São Pedro. Murió en 1847, habiendo vivido en el señorío durante veintinueve años.

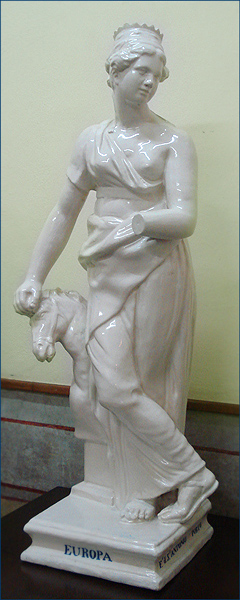
"Europa", una de las estatuas de la antigua fachada

En 1851, José Antônio Corrêa da Câmara, segundo vizconde de Pelotas, se casó con la hija menor del difunto vizconde de São Leopoldo y ambos se instalaron en la mansión. En 1874, la residencia fue objeto de una importante renovación y el estilo original se adaptó al gusto neoclásico dominante en la época. Así, el edificio se amplió y los interiores se decoraron con refinamientos como terciopelos, arañas, alfombras y cristales.
En 1889, tras la proclamación de la república brasileña, el segundo vizconde de Pelotas fue investido primer gobernador del estado de Río Grande del Sur y condecorado al año siguiente como mariscal, por lo que la mansión siguió siendo uno de los centros del poder político del estado. En 1893, murió el mariscal Câmara.

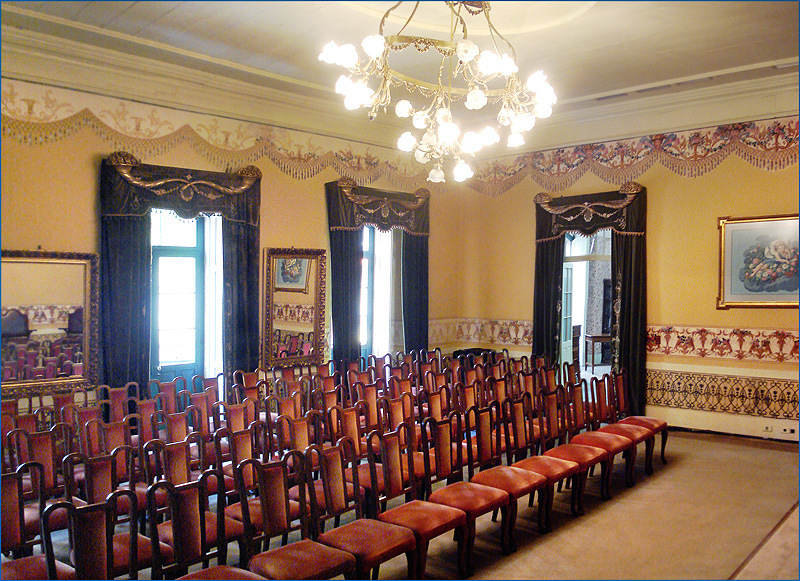
El Salón José Lewgoy, nombrado por la Asamblea Legislativa de Río Grande del Sur.

El tercer y último residente de la mansión fue el profesor y político Armando Pereira Corrêa da Câmara, nieto del segundo vizconde de Pelotas y bisnieto del vizconde de São Leopoldo. De origen cristiano, fue un importante dirigente político católico, Senador, rector de la Universidad Federal de Rio Grande do Sul (UFRGS) y primer rector de la Pontificia Universidad Católica de Rio Grande do Sul (PUCRS).
En 1963, el edificio de 1290 m² fue declarado como patrimonio histórico por el Instituto del Patrimonio Histórico y Artístico Nacional (IPHAN) porque, además de su valor histórico, era el vestigio más antiguo de arquitectura residencial del siglo XIX en Porto Alegre.
Tras la muerte de Armando Pereira Correia da Câmara en 1975, la Asamblea Legislativa inició negociaciones con miembros de la tradicional familia Corrêa da Câmara para adquirir el edificio. Finalmente adquirido en 1981, la Asamblea Legislativa comenzó a gestionarlo instalando inicialmente el servicio de investigación y documentación histórica y un museo.
En 1988, se iniciaron las obras de restauración en colaboración con el IPHAN, con el objetivo de devolver al edificio sus características originales. En 1993, totalmente restaurada, la casona fue abierta a la comunidad como un espacio cultural completo, promoviendo la cultura y valorizando la historia gaúcha.

## Arquitectura

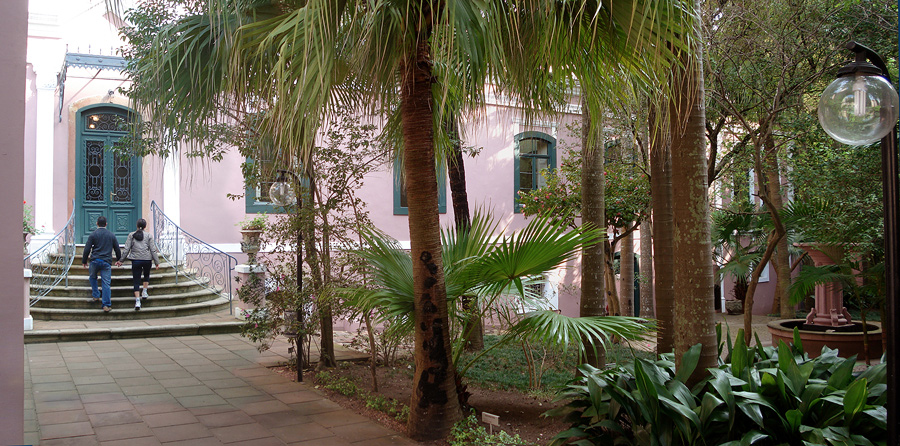
Jardines junto a la entrada

La mansión tiene varias habitaciones con características interesantes. Desde la entrada, el imponente portal ya transmite la sensación de opulencia y poder que rodeaba el lugar. El jardín, densamente arbolado, cuenta con estatuas y una fuente. En la fachada, las ventanas muestran balcones de metal labrado y ornamentos repujados, y como remate, una gran platibanda soportaba varias estatuas de cerámica esmaltada de origen portugués y que representaban los continentes, que hoy se exponen en el interior de la casa, junto con otros restos de ornamentos y utensilios utilizados por los propietarios.
En su interior destaca el Salão José Lewgoy, donde se celebran recitales de música, teatro y poesía, con una gran lámpara de araña, cortinas de terciopelo, vanos con grandes marcos de madera tallada, pinturas y murales decorativos. En el momento de su renovación en 1874, estaba cubierto de papel pintado decorado, que fue retirado en el proceso de restauración en la década de 1990 para revelar las pinturas subyacentes, quedando partes de él como documento. Otra pieza importante es el antiguo Comedor, también con pinturas murales que representan naturaleza muerta y paisajes campestres.

## El Solar en la actualidad
El Solar dos Câmara es un espacio cultural completo, que ofrece diferentes ambientes y programas a la comunidad. Acoge representaciones artísticas y una gran variedad de actividades culturales.
La casa alberga un pequeño memorial, una biblioteca y el Departamento de Relaciones Institucionales de la Asamblea Legislativa. También es sede de la Escuela Legislativa, que busca promover la educación para el ejercicio de la ciudadanía y el fortalecimiento del Poder Legislativo. Entre sus proyectos están la Cualificación Profesional para los funcionarios y pasantes de la Asamblea; Diputado por un Día, que atrae a escolares para que conozcan de cerca el funcionamiento de la Casa Legislativa; y la edición de la revista Estudos Legislativos, dedicada a la publicación de trabajos inéditos en portugués o español.